# Tel Marva
Tel Marva (hebrejsky: תל מרוה) je pahorek o nadmořské výšce 497 metrů v severním Izraeli, v Horní Galileji.
Nachází se cca 3 kilometry západně od města Ma'alot-Taršicha. Má podobu zalesněného kužele. Podél jeho severní strany se zařezává údolí vádí Nachal Ga'aton, u kterého tu stojí také jeskyně Ma'arat Ga'aton (מערת געתון). Na protější straně údolí pak stojí pahorek Tel Kada. Východně od kopce se nachází další pahorek – Har Eger. Na jižním úpatí kopce protéká vádí Nachal Marva a terén se tu mírně svažuje k vesnici Ejn Ja'akov. Během války za nezávislost v roce 1948 bylo okolí tehdy zcela arabské vesnice Taršicha místem bojů mezi izraelskými a arabskými silami. Pahorek Tel Marva byl dobyt Izraelci během Operace Chiram 30. října 1948.